# Jarovská bažantnica
Jarovská bažantnice (slovensky Jarovská bažantnica) je chráněný areál v katastrálním území Jarovce v okrese Bratislava V v Bratislavském kraji. Území bylo vyhlášeno v roce 2001 a jeho rozloha je 78,26 hektaru. Předmětem ochrany je kompaktně zachovaný část barokní krajiny jako významný prvek ekologické stability v zemědělské a zastavěné krajině.